# Diocese de São Luiz de Cáceres
A Diocese de São Luiz de Cáceres (Dioecesis Sancti Aloisii de Caceres), foi criada em 5 de abril de 1910 pela bula Novas Constituere Papa Pio X. Desmembrada da então Diocese de Cuiabá, situa-se e ao Sul Ocidental do Estado de Mato Grosso. Limita-se, ao norte, com as Dioceses de Ji-Paraná, em Rondônia, e Diamantino, no Mato Grosso; ao sul com as Dioceses de Rondonópolis e Corumbá; a leste com a Arquidiocese de Cuiabá e, a oeste, com a Diocese de San Ignacio de Velasquez, na Bolívia.

## Histórico
A Diocese de São Luiz de Cáceres, com a superfície de 135.510,203 km², foi criada em 5 de abril de 1910 pela bula 'Novas Constituere' do Papa Pio X. Desmembrada da então Diocese de Cuiabá, situa-se e ao Sul Ocidental do Estado de Mato Grosso. Limita-se, ao norte, com as Dioceses de Ji-Paraná, em Rondônia, e Diamantino, no Mato Grosso; ao sul, com as Dioceses de Rondonópolis - MT, e Corumbá - MS; a leste com a Arquidiocese de Cuiabá e, a oeste, com a Diocese de San Ignacio de Velasquez, na Bolívia.
Compõe-se hoje de 25 paróquias (a população de 400 mil habitantes) em 27 Municípios: Araputanga, Barra do Bugres, Cáceres, Campos de Júlio, Comodoro, Conquista D'Oeste, Curvelândia, Figueirópolis D'Oeste, Glória D'Oeste, Indiavaí, Jauru, Lambari D'Oeste, Nossa Senhora do Livramento, Mirassol D'Oeste, Nova Lacerda, Nova Olímpia, Poconé, Tangará da Serra, Pontes e Lacerda, Porto Esperidião, Porto Estrela, Reserva do Cabaçal, Rio Branco, São José dos Quatro Marcos, Salto do Céu, Vale de São Domingos, Vila Bela da Santíssima Trindade.
Desde a fundação, a Diocese foi marcada pela presença e atuação da Terceira Ordem Regular de São Francisco, (TOR), com três Bispos e inúmeros missionários. A evangelização se consolidou com a chegada e atuação de outros missionários e missionárias oriundos da Europa e do Brasil. Graças a essa presença missionária, a fé católica se difundiu e se tornou fundamento sólido na vida e na caminhada do povo simples e humilde que faz a história desta diocese.
Em março de 1911 foi nomeado Dom Modesto Augusto Vieira, mas não chegou a tomar posse devido às circunstâncias adversas. A diocese recém-criada não dispunha de "casa para morar, catedral para rezar, nem meios para viver": não oferecia as condições mínimas para a instalação e sustentação dos trabalhos curiais e pastorais. Consta ainda que um padre foi chamado a assumir a nova diocese, mas não aceitou a consagração episcopal.
O primeiro Bispo, de fato, foi Frei Luiz Maria Galibert. Em 1905, veio para as missões de Mato Grosso. Era da TOR e exercia as funções de Provincial Regional dos padres franciscanos franceses que aqui trabalhavam. Eleito pelo Papa Bento XV, foi sagrado Bispo em 15 de agosto de 1915, tomou posse no dia 3 de outubro. Pioneiro infatigável que percorreu longas distâncias, até Rondônia, em seu zelo pela salvação das almas, permaneceu na função até 7 de maio de 1954. Cansado e vencido pela arteriosclerose, renunciou e retirou-se para o convento de La Drèche, na França, sua terra natal. Declarado Servo de Deus no pontificado de João Paulo II, tramita hoje na Arquidiocese de Albi, França, o processo de sua beatificação.
Em 1960, a Diocese tinha apenas quatro paróquias: Vila Bela da Santíssima Trindade, fundada por lei provincial, em 1734; São Luiz de Cáceres, criada em 16 de setembro de 1779, provisão confirmada pelo Prelado Diocesano em 4 de agosto de 1780; Poconé, pela resolução provincial de 9 de agosto de 1817; Nossa Senhora do Livramento, por lei provincial de 28 de agosto de 1835. Hoje a diocese é formada por 25 paróquias e sua área territorial abrange 26 municípios. No censo do IBGE, em 1986, a população da Diocese era de 330.032 mil habitantes. No senso de 2002 já era de 506.799 mil habitantes.
Em 1955, Mons. Máximo Biennès-TOR foi nomeado Administrador Apostólico e permaneceu na função por 12 anos. Tornou-se Bispo Diocesano em 10 de novembro de 1967, sendo consagrado em 25 de janeiro de 1968. Segundo Bispo da Diocese de Cáceres, ele a dirigiu por 36 anos.
A partir dos anos 60, dois importantes acontecimentos desencadearam intenso crescimento das atividades pastorais na diocese: o Concílio Vaticano II (1962-65), com seu extraordinário alcance pastoral, e o aumento da população da diocese, causado pela entrada de grandes levas de migrantes oriundas, sobretudo, do sul e do sudeste do país. Nos dias 11 e 15 de dezembro de 1966 realizou-se a primeira Assembleia Diocesana. Ali foram fixadas três linhas pastorais: Unidade, Catequese e Evangelização. As assembleias, como importante instrumento de unidade e comunhão foram se sucedendo. E, para que a prática pastoral se tornasse mais eficaz, foram estabelecidas metas prioritárias. Em 1974 foi introduzido o Plano de Pastoral que se baseava na realidade bem concreta da diocese e orientava a sua caminhada.
Com os novos desafios da realidade eclesial e social, Dom Máximo passou a dedicar grande parte de seu apostolado à formação de agentes pastorais e lideranças comunitárias. Recebeu a ajuda de novos padres. Surgiram novas paróquias. Acolheu diversas comunidades religiosas na diocese. Introduziu o movimento da Boa Nova, que marcou a diocese a partir da década de 70, proporcionando desenvolvimento e organização de centenas de Comunidades. Surgiram os Conselhos Paroquiais de Pastoral. Foram despontando as primeiras vocações sacerdotais e religiosas. Inúmeros leigos e leigas se comprometiam com a tarefa da evangelização. Eram os primeiros frutos de um trabalho incansável de Dom Máximo, apoiado pelos seus presbíteros, pelas comunidades religiosas, e por grupos cada vez mais numerosos de leigos e leigas engajados nos trabalhos pastorais.
Em 14 de fevereiro de 1979 a diocese recebeu um Bispo Auxiliar. Era Dom José Afonso Ribeiro-TOR, mato-grossense, filho de Poconé. Fora solicitado por Dom Máximo, cuja saúde andava debilitada devido ao intenso trabalho na imensa diocese. Dom José foi ordenado Bispo no dia 5 de maio de 1979. Permaneceu na Diocese até 6 de julho de 1988, quando então foi transferido para o Amazonas, como Bispo Prelado de Borba.
Dom Máximo apoiou o Padre Nazareno na construção do Seminário Menor Diocesano São José (Luiz), em Jaurú. Em janeiro de 1985 foram ordenados os primeiros padres diocesanos: Pe. Antenor Petini, de família paulista, residente em Mirassol D' Oeste, e Pe. Pedro Antônio de Souza, filho de Poconé. O Seminário de Jauru funcionou durante quatorze anos e produziu belos frutos. Por lá passou vários padres que atuam hoje na diocese. No dia 6 de março de 1995, dando continuidade a esse importante trabalho, Dom Paulo Antônio de Conto transferiu o Seminário Menor para Cáceres com o nome de Bom Pastor.
Por motivo de saúde, em consequência dos quase 40 anos de trabalhos em Mato Grosso, Dom Máximo pediu afastamento das suas funções episcopais. No dia 24 de julho de 1991, O Papa João Paulo II nomeou seu sucessor, Dom Paulo Antônio de Conto, nascido em Jacarezinho, município de Encantado, no Rio Grande do Sul, como 3º Bispo da Diocese de Cáceres. Ordenado Bispo em 15 de setembro de 1991, na Catedral de São João Batista, de Santa Cruz do Sul - RS, Dom Paulo tomou posse da Diocese de Cáceres no dia 5 de outubro do mesmo ano, em cerimônia solene na Catedral de São Luiz. D. Paulo dedicou-se à organização administrativa da Diocese, construiu em Cáceres a Cúria e o Seminário Menor Bom Pastor. D. Paulo permaneceu na Diocese por sete anos. Em 1998 foi nomeado primeiro Bispo da nova Diocese de Criciúma - SC. Em 2008 foi transferido para a nova Diocese de Montenegro - RS.
Com a Sé vacante, o colégio de consultores escolheu o Pe. Antenor Petini como Administrador Diocesano até a chegada do novo Bispo. Ele permaneceu no cargo por quatro meses (08/1998 a 12/1998).
Em dezembro de 1998 o Papa João Paulo II nomeou D. Frei José Vieira de Lima, T.O.R., Bispo de Marabá, Estado do Pará, desde 1990, como 4º Bispo da Diocese de Cáceres. Dom José tomou posse no dia 27 de dezembro de 1998 e governou a diocese por dez anos, até o dia 25 de outubro de 2008. Dom José é natural desta diocese, da cidade de Poconé.
Por uma década, sua especial dedicação à vida fraterna e espiritual do clero, das comunidades e das pastorais, fez dele um pai e amigo. Neste período, com o Regional Oeste 2 da CNBB, contribuiu com a fundação e consolidação do SEDAC (Studium Eclesiástico Dom Aquino Correia) e construiu o Seminário Maior São José, em Cuiabá. Criou as paróquias de Porto Espiridião, com o nome de Nª Sª de Fátima e Nova Olímpia, com o nome de Nª Sª Aparecida. Durante o seu ministério à frente da Diocese, Dom José ordenou cerca de doze padres para a Igreja.
Outros destaques destes dez anos foram a celebração jubilar do milênio, com o Projeto de Evangelização Rumo ao Novo Milênio, com belíssimas celebrações, e o Projeto de Evangelização "Queremos ver Jesus, Caminho, Verdade e Vida". O Ano da Família suscitou intenso trabalho de reflexão realizado nas paróquias. Praticamente, foi esta a marca de conclusão de seu ministério com uma belíssima celebração de encerramento.
No dia 23 de julho de 2008, o Papa Bento XVI nomeou o Pe. Antônio Emídio Vilar, Salesiano de Dom Bosco, como 5º Bispo Diocesano de São Luiz de Cáceres. Sua ordenação ocorreu no dia 27 de setembro de 2008, na Paróquia Nª Sª Auxiliadora, no Bairro do Bom Retiro em São Paulo (SP), pelos Bispos Dom Odilo Pedro Sherer (Cardeal Arcebispo de São Paulo), Dom José Vieira de Lima (Bispo de São Luiz de Cáceres) e Dom Hilário Moser (Bispo Emérito de Tubarão). D. Antonio Emídio Vilar tomou posse na Catedral de São Luiz de Cáceres no dia 25 de outubro de 2008. Dom Milton dos Santos, SDB, lhe deu posse. Na ocasião compareceu grande número de fiéis e sacerdotes oriundos das 21 paróquias da Diocese, além da presença dos Bispos do nosso Regional.
D. Vilar começou seu trabalho pastoral ouvindo as necessidades da Diocese, dialogando com o clero, religiosos, religiosas e leigos e leigas. Pela frente teve a celebração dos cem anos de criação da Diocese, em 2010. Para isso, o plano pastoral previu: Ano Catequético (2009) - Congresso Catequético; Ano Centenário (2010) - Congresso Eucarístico; Ano de Formação missionária (2011) - Congresso Bíblico-teológico; Ano da Missão (2015) - Congresso Missionário.
No final do ano de 2016 até 15 de julho de 2017, Dom José Vieira de Lima (TOR) ficou com a função de administrador diocesano. Em 10/05/2017 o Santo Padre o Papa Francisco nomeou o Pe. Jacy Diniz Rocha como Bispo Titular da Diocese de São Luiz de Cáceres, função que exerce até os dias atuais.

## Demografia
Em 2017, a Diocese contava com uma população aproximada de 460 mil habitantes, com 78,1% de católicos.
O território da diocese é de 135.510,203 km², organizado em 25 paróquias.

## Bispos
Bispos responsáveis:
|                             | Nome                                | Período    | Notas                                  |
| Bispos                      | Bispos                              | Bispos     | Bispos                                 |
| --------------------------- | ----------------------------------- | ---------- | -------------------------------------- |
| 7º                          | Jacy Diniz Rocha                    | 2017-      | atual                                  |
| 6º                          | Antônio Emídio Vilar,S.D.B.         | 2008-2016  | Nomeado bispo de São João da Boa Vista |
| 5º                          | José Vieira de Lima, T.O.R.         | 1998-2008  | Bispo Emérito                          |
| 4º                          | Paulo Antônio de Conto              | 1991-1998  | Nomeado bispo de Criciúma              |
| 3º                          | Máximo André Biennès, T.O.R.        | 1967-1991  |                                        |
| 2º                          | Pierre Louis Marie Galibert, T.O.R. | 1915-1954  |                                        |
| 1º                          | Modesto Augusto Vieira              | 1911-1914  | Não tomou posse                        |
| Administradores apostólicos |                                     |            |                                        |
|                             | José Vieira de Lima, T.O.R.         | 2016- 2017 |                                        |
|                             | Padre Antenor Petini                | 1998       |                                        |
|                             | Máximo André Biennès, T.O.R.        | 1955-1967  | Nomeado bispo em 1967                  |